# Cocció a la llosa

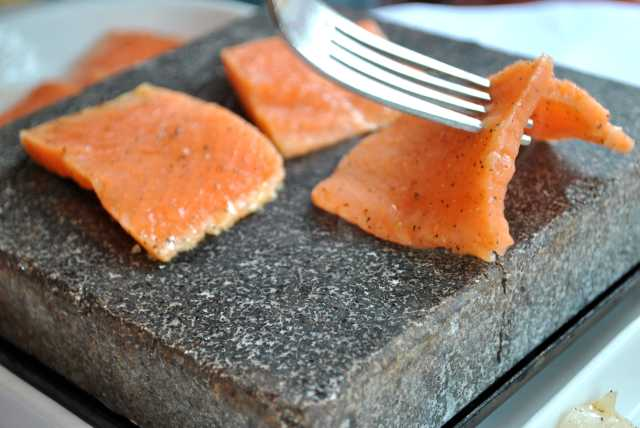
Quadrats de salmó a la llosa

La cocció a la llosa o pedra és un mètode de coure i cuinar tiretes de carn, peix, fruita, verdures o bolets sobre una pedra escalfada i posada sobre una taula.
Aquest mètode de cocció, utilitzat d'ençà de la prehistòria, és avui dia apreciat perquè no requereix l'addició de greix i conserva les sabors. La cocció a la llosa s'associa sovint amb els àpats d'estiu.